# Cantó de Montmorillon
El cantó de Montmorillon és un cantó francès del departament de la Viena, situat al districte de Montmorillon. Té 8 municipis i el cap és Montmorillon.

## Municipis
- Bourg-Archambault
- Jouhet
- Lathus-Saint-Rémy
- Montmorillon
- Moulismes
- Pindray
- Plaisance
- Saulgé

## Història
| Data d'elecció                           | Identitat          | Partit                                  | Qualitat |
| ---------------------------------------- | ------------------ | --------------------------------------- | -------- |
| 1945-1951                                | M. Coin            | Rad.                                    |          |
| 1951-1952                                | M. Dubois          | Radical independent                     |          |
| 1952-1982                                | Jean-Marie Bouloux | No inscrit, després CD, després UDF-CDS |          |
| 1982-1994                                | Daniel Cormier     | UDF-CDS                                 |          |
| 1994-                                    | Guillaume de Russé | RPR, després UMP                        |          |
| les dades anteriors no són pas conegudes |                    |                                         |          |
|                                          |                    |                                         |          |

## Demografia
| A partir de 1990: Població sense dobles comptes |